# Paramacas
Cet article concerne le peuple paramaca. Pour la langue paramaca ou le ressort (municipalité), voir Paramaca et Patamacca (Suriname).
Les Paramacas ou Paramaccan sont un peuple bushinengué vivant dans la forêt intérieure du Suriname. Ils sont également présents en Guyane française dans la région du Maroni. Leur région d'origine comprend les îles Langa Tabiki et de Badaa Tabiki, au large d’Apatou.
Le créole paramaca est parlé par moins de mille personnes. Il fait partie de la langue des Aluku, des Ndjuka et des Paramaka. Il est basé sur l'anglais avec des influences françaises et autres. Il est similaire aux langues parlées par les Aluku et les Kwinti. 

### Littérature orale
- George L. Huttar et Mary L. Huttar, "A humorous Paramaccan text", Southwest Journal of Linguistics, 8(2), 1988, p. 34-50.

### Études
- Jules Brunetti, La Guyane française. Souvenirs et impressions de voyage (1840), Len Pod, 2017.
- Henri Coudreau, Chez nos Indiens. Quatre années dans la Guyane française. 1887-1891 (1893), Chapitre, 2014, 614 p.
- (en) Frits van Pijkeren, Eco-tourism and the Paramaccan Tribe: How to Combine, NHTV internationale hogeschool, Breda, 2003
- Alix Resse, Guyane française, témoignages, mythes et espace: Découverte, Maufrais, Roucouyenne, Boni, Paramaca, Portal et Saint-Jean-du-Maroni, Saint-Laurent, Sinnamary, Berger-Levrault, 1964, 232 p.